# Carlos Borromeo
San Carlos Borromeo (Arona, Ducado de Milán, 2 de octubre de 1538 - Milán, 3 de noviembre de 1584) fue un cardenal italiano y arzobispo de Milán, y uno de los grandes reformadores católicos de la época postridentina. Era sobrino del papa Pío IV y la Iglesia católica lo venera como santo.
Fue junto con Ignacio de Loyola y Felipe Neri una figura sobresaliente de la Contrarreforma. En tal papel, Borromeo fue responsable de varias reformas importantes en la Iglesia católica, incluyendo la fundación de seminarios para la educación de los sacerdotes, propuesta que fue aprobada en el Concilio de Trento. Fue canonizado en 1610 y su fiesta se celebra el 4 de noviembre.

## Biografía

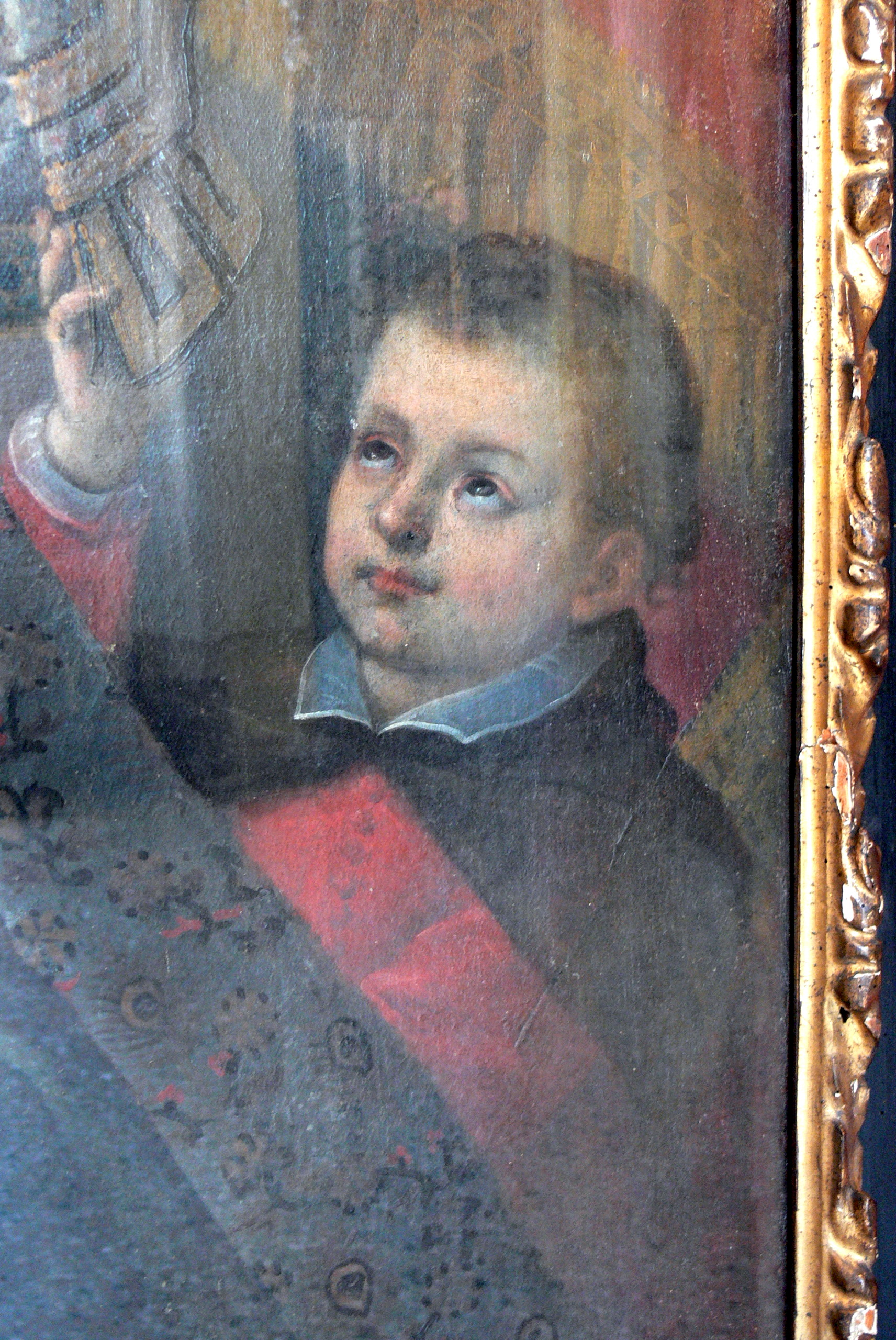
Detalle del Retrato del joven Carlos Borromeo con su madre Margarita de Medici de Marignano, conservado en el palacio Borromeo de Isola Bella.

### Origen y formación
Carlos Borromeo (en italiano, Carlo Borromeo) nació el 2 de octubre de 1538. Era el segundogénito del conde Gilberto Borromeo y de Margarita de Médicis, hermana de Pío IV. A los ocho años de edad (15 de octubre de 1545), recibió la tonsura clerical, de manos del obispo de Lodi, Giovanni Simonetta. Poco más tarde fue enviado a Milán para cursar los estudios humanísticos, donde tuvo como preceptor a Bonaventura Castiglioni, uno de los reformadores católicos milaneses más reconocidos en la historia de la Iglesia.
En el otoño de 1552 se matriculó en la Facultad de Derecho de la Universidad de Pavía, donde el 6 de diciembre de 1559 obtuvo el doctorado  utroque jure, esto es, en uno y otro derechos, el civil y el canónico. El 25 del mismo mes, su tío, el cardenal Giovanni Angelo de Médicis, fue elegido papa con el nombre de Pío IV. Este hecho fue decisivo en la vida del joven Carlos.

### Carrera eclesiástica
Pío IV se caracterizó por ser un papa nepotista. Al día siguiente de su exaltación, envió a Carlos Borromeo a Roma y lo colmó de honores y dignidades. En 1560 el papa concedió a su sobrino diversos títulos y cargos: protonotario apostólico y referendario de la Signatura (13 de enero); miembro de la consulta para la administración de los Estados Pontificios (22 de enero); abad comendatario de Nonántola, san Gallo di Moggio, Serravalle y Santo Stefano del Corno (27 de enero); cardenal (31 de enero);  administrador de la diócesis de Milán (7 de febrero); cardenal diácono con el título de los santos Vito y Modesto (14 de febrero); legado pontificio de Bolonia y de Romaña (26 de abril); cardenal diácono de San Silvestro e Martino ai Monti (4 de septiembre). El mismo papa lo ordenó diácono el 21 de diciembre del mismo año. Contaba entonces Carlos Borromeo con 22 años.
El papa halló en su sobrino el más fiel y abnegado colaborador de su pontificado, hasta el punto que en 1561, no contento con los honores ya ofrecidos, lo nombró secretario de Estado. El 1 de junio del mismo año lo nombró gobernador de Civita Castellana y de Ancona y el mismo día fue proclamado ciudadano de honor de Roma. Todavía en 1561, el 1 de diciembre, Pío IV lo nombró gobernador de Spoleto y miembro del Santo Oficio. En 1561, Borromeo fundó y dotó un colegio en Pavía, hoy conocido como Almo Collegio Borromeo, que dedicó a Justina de Padua.
Era de estatura algo más que mediana, grandes ojos azules, cabello negro, nariz larga y tez pálida. Llevó barba corta y desaliñada hasta que en 1574 mandó al clero que se la cortase precediendo él con el ejemplo. La impresión que producía en los embajadores era de timidez y modestia, hasta el punto de tenerlo algunos por poco apto para los cargos. Un defecto de la lengua que lo hacía precipitarse al hablar, reforzaba todavía más la impresión desfavorable. Pero la práctica en el oficio, la energía de su carácter y su espíritu le fueron dando mayor destreza en el desempeño de sus funciones, hasta quedar patente su talento de gobierno. «Es hombre de frutos, no de flores; de hechos y no de palabras», dirá de él algo más tarde desde Trento el cardenal Seripando.
El trabajo de la correspondencia diplomática era imponente, pero a Carlos le secundaba Tolomeo Gallio, antiguo secretario del cardenal de Médicis y luego cardenal. Con él acudía todas las mañanas a su tío para presentarle los resúmenes de la correspondencia recibida y tomar nota de las respuestas que había que dar. Al adquirir con la experiencia un sentido más expeditivo en el despacho de los negocios, fue teniendo también más libertad de movimientos, pero siempre se mostró fiel intérprete del pensamiento y del gusto del Pontífice, aun en cosas contrarias a su propia opinión. Al mismo tiempo, el papa acogía gustoso las sugerencias del sobrino que poco a poco tuvieron un mayor influjo sobre él. El cardenal nepote respondió plenamente a las esperanzas de Pío IV.
Una fecha divisoria en la vida interior de Carlos Borromeo fue la de su ordenación sacerdotal (17 de julio de 1563). Su anterior vida como cardenal no era licenciosa, pero tampoco era la del asceta de los años posteriores. Amaba extraordinariamente la caza y a ella se dedicaba, según algunos, con mayor entusiasmo del que convenía a su dignidad. Jugaba al ajedrez y se divertía con la música. Él mismo tocaba el laúd y el violoncelo. Le gustaba la pompa y la fastuosidad. Le atraían grandemente las veladas literarias y para ello refundó en 1560 la Accademia delle Notti Vaticane o Academia de las Noches Vaticanas, fundada en el siglo XV por Paulo III y desaparecida en 1549.
Federico Borromeo, su hermano, a quien el papa acababa de nombrar capitán general de la Iglesia, murió inesperadamente por un acceso de fiebre el 19 de noviembre de 1562. La muerte del mayorazgo causó hondo dolor al pontífice y al sobrino.  Incluso corrió el rumor de que Carlos Borromeo, ya subdiácono, sería dispensado del celibato para continuar el nombre familiar. Pero Pío IV lo desmintió categóricamente en el consistorio de 3 de junio, en el que le elevó al orden del presbiterado. El 17 de julio de 1563 fue ordenado sacerdote y el 7 de diciembre del mismo año recibió la consagración episcopal. El 17 de noviembre de 1564, el papa le dio el título de cardenal presbítero de santa Práxedes.

### Cambio de vida
Los ejercicios espirituales de san Ignacio jugaron también un papel muy importante en aquel cambio de vida. Antes de su ordenación sacerdotal se retiró a la casa profesa de los jesuitas para hacer los Ejercicios bajo la dirección de Juan Bautista Ribera, de la Compañía de Jesús, con quien por razón de su cargo de procurador general de la Orden había tenido que tratar muchos asuntos de la misma. En adelante Ribera fue su director espiritual. El cambio obrado en su espíritu comenzó pronto a manifestarse al exterior. Renunció a sus diversiones preferidas y fue tal la austeridad de su comportamiento personal que disgustaba a su mismo tío, que llegó a prohibir a los jesuitas Ribera y Laínez pisar en adelante el palacio del cardenal. A pesar de ello, Carlos no mitigó sus rigores, por el contrario, con su ejemplo de vida fue arrastrando a otros, e incluso a su mismo tío. El embajador veneciano P. Soranzo decía de él que hacía más bien en la corte de Roma que todos los decretos tridentinos juntos.

### Concilio de Trento

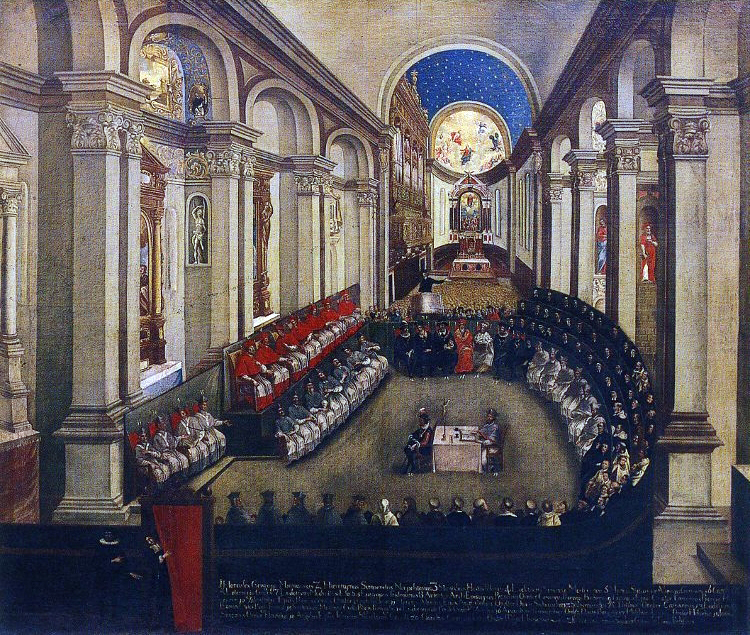
Una sesión del Concilio de Trento en la basílica de Santa María la Mayor. Pintura en el Museo Diocesano Tridentino.

Pío IV convocó la tercera sesión del concilio de Trento. La difícil reapertura se celebró el 18 de enero de 1562, aunque la bula de indicción, de 29 de noviembre de 1560, señalaba el 6 de abril de 1561. Algunos biógrafos han exagerado el papel que desempeñó Carlos Borromeo en aquella asamblea ecuménica, pero no se puede desconocer que, como secretario de Estado, el joven cardenal dirigió la negociación previa y toda la correspondencia entre Roma y Trento. Además tomó parte especial en la acción mediadora de Carlos Visconti, obispo de Ventimilla, en el desacuerdo entre el cardenal de Mantua, presidente del concilio, y el cardenal Simonetta, representantes uno y otro de las dos tendencias conciliares sobre el derecho de residencia de los obispos.
También logró Carlos del concilio que la reforma de la curia romana se reservase a la decisión del papa, con lo que se evitó una cuestión muy espinosa que hubiera originado serios conflictos. Una comisión cardenalicia encargada de la reforma de la música sacra delegó esta misión en los cardenales Borromeo y Vitelli, quienes encargaron a Palestrina, maestro de capilla de Santa María la Mayor, la composición de tres misas con arreglo a la norma de hacer una música inteligible.
A partir de 1563 se suavizó la tensión entre Roma y Trento. El cardenal nepote concentró sus esfuerzos en la terminación del concilio, cuyos decretos se promulgaron con la bula de 26 de enero de 1564, donde figura su firma.

### Arquitectura religiosa
La Contrarreforma tuvo amplio efecto en la cultura en general y especialmente en las artes. En el Concilio de 1563 se discutió sobre el arte religioso y San Carlos Borromeo abordó la normativa sobre la arquitectura religiosa y el arte inherente —decoración interna y externa, ornamentos sagrados, objetos litúrgicos, artefactos y cualquier otro utensilio sacro— en sus Instructiones Fabricae et Supellectilis Ecclesiasticae, escritas poco después de 1572, con especificaciones que se toman en cuenta desde entonces. Se refirió a los espacios destinados a la reserva y exposición de la Eucaristía, el diseño y ubicación de los lugares según su diferente función, la diferencia de altura del piso de los espacios internos, entre estos y los externos, y la relación de esos edificios con su entorno urbano. La completa implantación de esos dictados tuvo lugar en el siglo XVIII, cuando se generalizó el empleo de materiales nobles en la arquitectura de las iglesias.

### Arzobispo de Milán

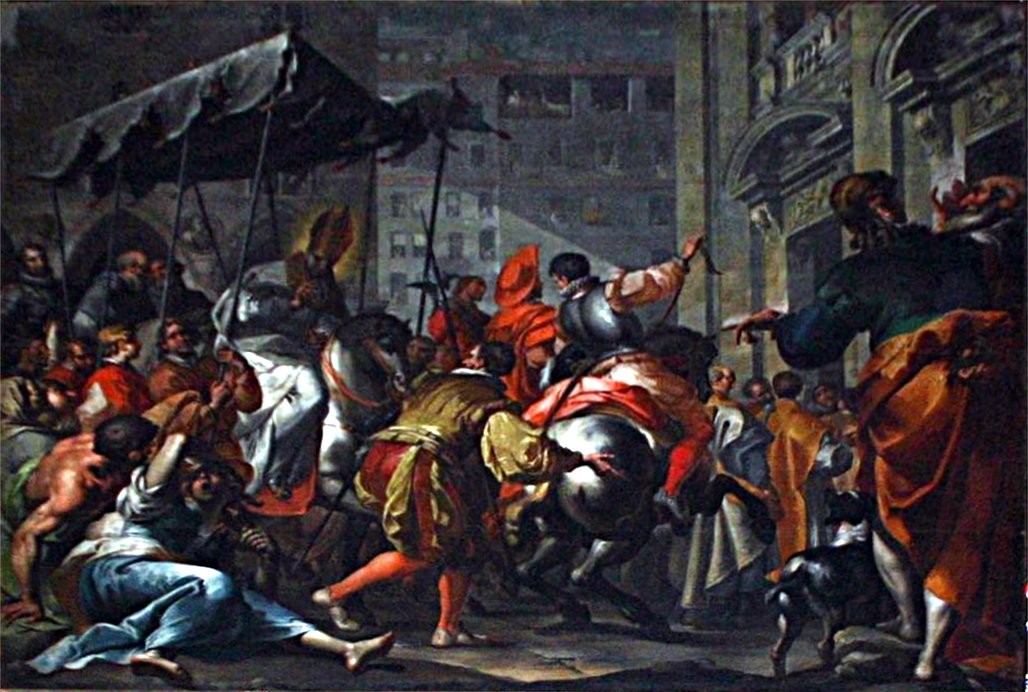
El triunfal ingreso de san Carlos Borromeo en Milán de Filippo Abbiati, Catedral de Milán.

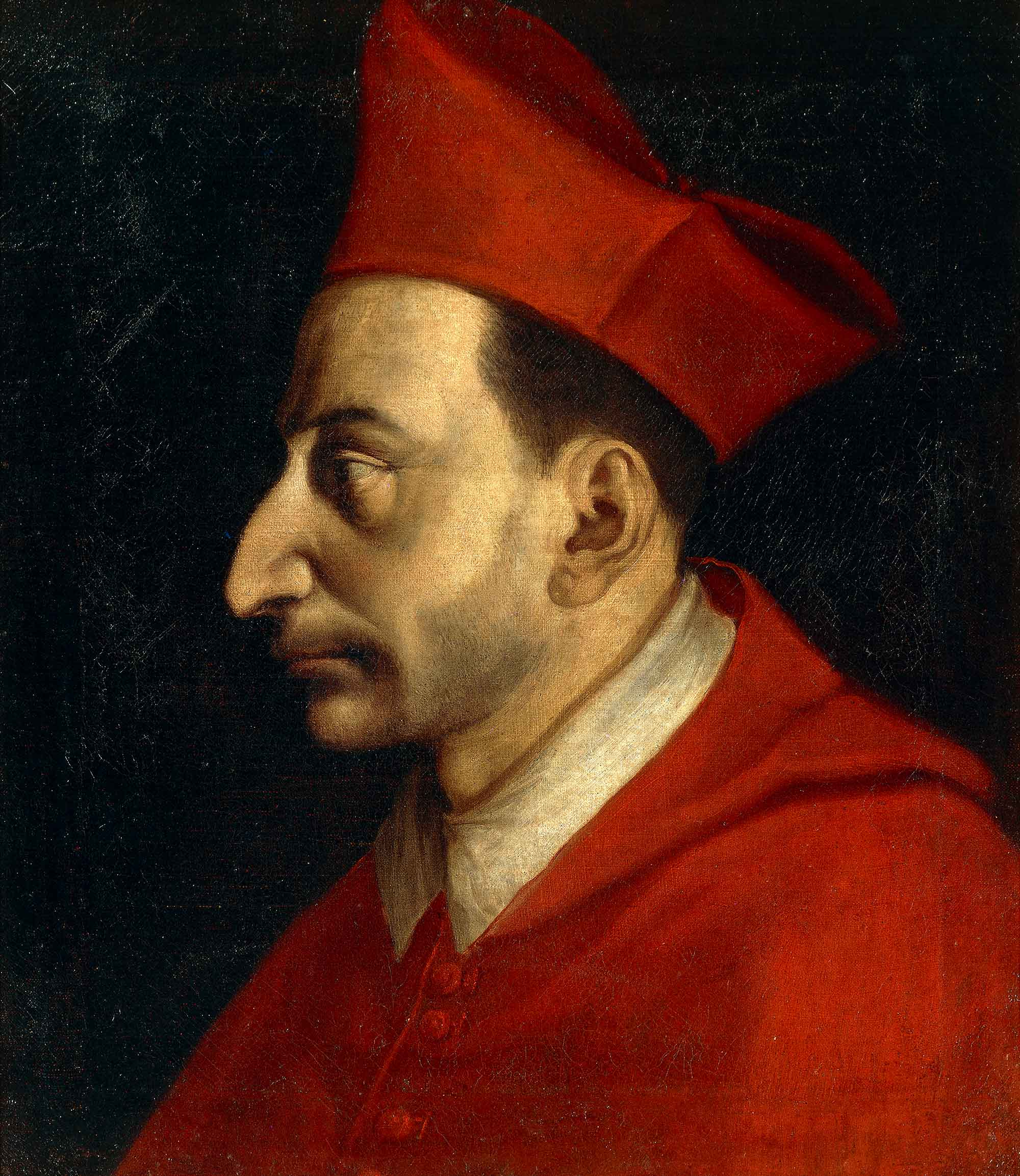
Carlos Borromeo, por Giovanni Ambrogio Figino, Biblioteca Ambrosiana.

Como arzobispo de Milán, de donde fue preconizado el 12 de mayo de 1564, quiso implantar cuanto antes en su diócesis las reformas tridentinas. Envió como vicario general a Nicolás Ormaneto  con el encargo, entre otros, de abrir un seminario diocesano, cuya dirección y profesores (en número de 30) obtuvo del general de los jesuitas, Diego Laínez. Para la reunión del concilio provincial, prescrito por Trento, solicitó permiso de Pío IV para ir a celebrarlo personalmente. Hizo la entrada solemne en Milán el 23 de septiembre de 1565. En su viaje de vuelta a Roma, recibió noticias alarmantes sobre la salud de su tío. Apresuró entonces el paso y a duras penas llegó a tiempo para administrarle los últimos sacramentos y recibir su postrer suspiro (9 de diciembre de 1565).
Celebrado el cónclave del que después de tres semanas salió elegido Pío V, el 7 de enero de 1566, trató en seguida de reintegrarse a su diócesis, a la que efectivamente llegó el 5 de abril de 1566. Milán era una de las diócesis más importantes de Italia y llevaba largo tiempo abandonada por sus pastores. Comenzó en seguida una reorganización de la diócesis, dividiéndola en 12 circunscripciones. Creó el puesto de vicario general, hizo más ágiles los servicios judiciales y cancillerescos, y veló especialmente por la integridad de los funcionarios y la gratuidad de los servicios. Urgió el cumplimiento de lo prescrito en el concilio provincial referente a la redacción de los libros parroquiales (bautismo, confirmación, matrimonio y sepultura), y al liber status animarum (enumeración de las casas de la parroquia, con el número y edad de sus habitantes; inmigrantes y emigrantes, etc.). En 1574 dio normas precisas sobre el modo de llevar estos libros y ordenó el envío anual de un ejemplar al arzobispado. En el cuarto concilio provincial mandó que cada párroco hiciera listas nominales de 35 categorías de cristianos de su parroquia. Por estas y parecidas medidas, Carlos puede ser considerado como un precursor de la estadística religiosa. Sus colaboradores y familiares estaban sometidos a una disciplina casi claustral. Inspirándose en los modelos de san Ignacio, compuso reglas especiales para cada oficio. Los actos piadosos del día confiados a la dirección de un prefecto de espíritu, estaban minuciosamente establecidos. De aquella escuela salieron hombres notables que luego desempeñaron altos cargos eclesiásticos: obispos o nuncios.
Pero su principal preocupación fue la formación de un clero capaz y virtuoso. Por eso dedicó al seminario su atención preferente. También abrió una casa para vocaciones tardías. Para atender mejor a las necesidades pastorales de la diócesis, fundó la Congregación de Oblatos de San Ambrosio, sacerdotes al servicio del ordinario, pero de vida común y dispuestos a ir a donde se les enviase. Cuidó asimismo de la educación de la juventud  y fundó el Colegio Helvético para suizos católicos; el Colegio Borromeo en Pavía; el Colegio de Nobles de Milán; la Universidad de Brera, confiada a los jesuitas, etc. En el aspecto social, creó obras de beneficencia y de rehabilitación: asilo de arrepentidas, orfanatos, asilos nocturnos, etc.
Aunque era de carácter autoritario e intransigente, supo organizar la acción apostólica de la diócesis utilizando los cuadros de las órdenes religiosas. Los barnabitas colaboraron muy estrechamente con él, hasta el punto de que le consideraban como su segundo fundador. Con los jesuitas mantuvo excelentes relaciones, fuera de algún caso aislado, por ejemplo, con los generales de la Compañía de Jesús tuvo cierta tirantez por negarse estos a darle todas las personas que él pedía, entre las que figuraba Roberto Belarmino, futuro cardenal. En 1566, el arzobispo de Milán, introdujo las primeras ursulinas en su diócesis, pero con la diferencia de que estas debían estar sujetas al obispo diocesano y para quienes había mandado redactar una Regla de vida dando origen a las Ursulinas de San Carlos.
A los trabajos de la administración central de la diócesis, añadió las visitas pastorales de los extensos territorios de su jurisdicción, que abarcaba también parte de los cantones suizos, y otras misiones pontificias. Intervino activamente en los cónclaves de Pío V y Gregorio XIII para asegurar una elección digna. En fin, fue un celoso pastor y un obispo reformado y reformador según el concilio de Trento.
En relación con los gobernadores de Milán, al principio se llevó bien con el efímero Álvaro de Sauder, pero luego bastante mal con su sucesor Luis de Zúñiga y Requesens y, desde que lo sucedió a su vez en 1573 el marqués Antonio de Zúñiga y Sotomayor, III.er
marqués de Ayamonte, tuvo serios encuentros de jurisdicción, motivados por las opuestas tendencias político-eclesiásticas de aquella época. Pero siempre procedió con pureza de intención en el servicio de la Iglesia.

### La peste de san Carlos

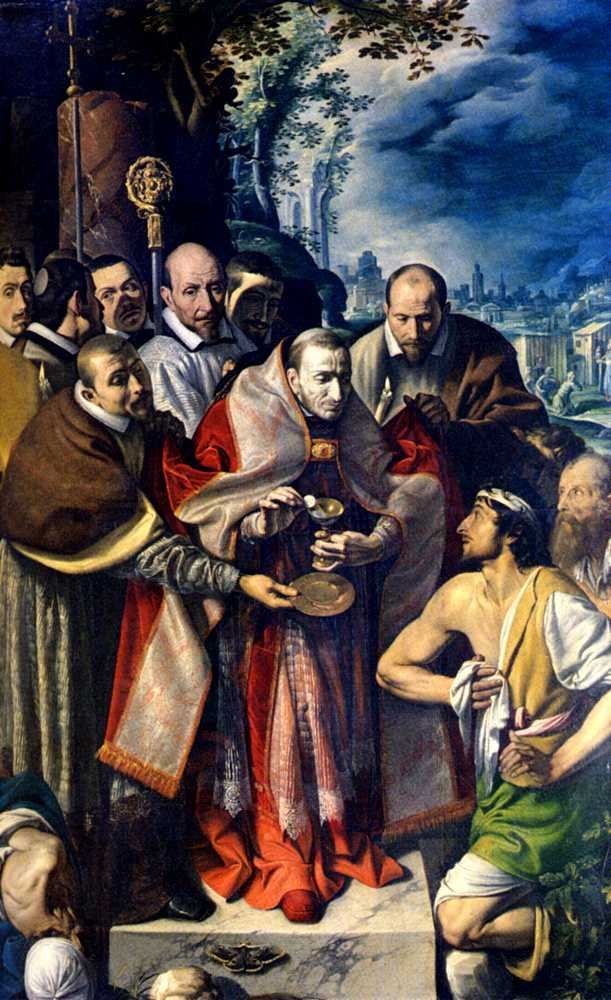
San Carlos Borromeo dando la comunión a las víctimas de la peste, por Tanzio da Varallo, hacia 1616 (Domodossola, Italia).

Hay un acontecimiento célebre en la vida de Carlos que define la abnegación y sentido de responsabilidad de su cargo: la llamada peste de san Carlos. Cuando el 11 de agosto de 1576 hacía su entrada solemne en Milán Juan de Austria, gobernador de los Países Bajos, que marchaba camino de Flandes, estalló la espantosa noticia de que había peste en la ciudad. Aquel mismo día prosiguió el gobernador su viaje y los milaneses comenzaron a aprestarse para luchar contra el terrible enemigo. Borromeo, que se encontraba fuera de la ciudad, al saber la noticia aceleró la vuelta para tomar las medidas oportunas. Los lazaretos rebosaban ya de apestados, a los que faltaban no solo los auxilios materiales, sino también los espirituales.
El arzobispo de Milán, para contrarrestar la peste, hizo pedir limosna por la ciudad y de su patrimonio vendió los objetos preciosos que le quedaban. Incluso cedió las colgaduras de su palacio para hacer vestidos. Dormía escasamente dos horas para poder acudir personalmente a todas partes, visitaba todos los barrios alentando el ánimo de los que desfallecían, administraba él mismo los últimos sacramentos a los sacerdotes que sucumbían en aquella obra de caridad. No despreció el peligro de contagio y ordenó un triduo de oraciones públicas y procesiones. En estas solo podían ir adultos en fila de uno y a tres metros de distancia unos de otros. La peste siguió en aumento durante el otoño y todo el año siguiente de 1577. Hasta el 20 de enero de 1578 no se declaró su extinción. Por su extraordinaria conducta durante la peste, aquella dura prueba se denominó la peste de san Carlos.

### Últimos años de su vida
Agotado prematuramente por su trabajo, le acometió una fuerte calentura en una de sus correrías pastorales. Gravemente enfermo llegó a Milán el 2 de noviembre de 1584, y al anochecer del día siguiente entregó su alma a Dios. «Una lumbrera de Israel se ha extinguido», exclamó Gregorio XIII al recibir la noticia de su muerte. L. Pastor resume su vida en estas palabras:

El cardenal de Milán, con la acerada rectitud de su carácter se presenta a los ojos de sus contemporáneos y de la posteridad como uno de los grandes hombres que lo sacrificaron todo para hallarlo todo; que renunciaron al mundo y precisamente por su renuncia ejercieron un inmenso influjo sobre él. Fuera del fundador de la Compañía de Jesús, ningún personaje ejerció tan honda y duradera influencia en la restauración católica como S. Carlos Borromeo; es una columna de la historia eclesiástica en la frontera de dos épocas, el Renacimiento moribundo y la victoriosa Reforma católica.
Pastor, vol. 19, 116

## Culto

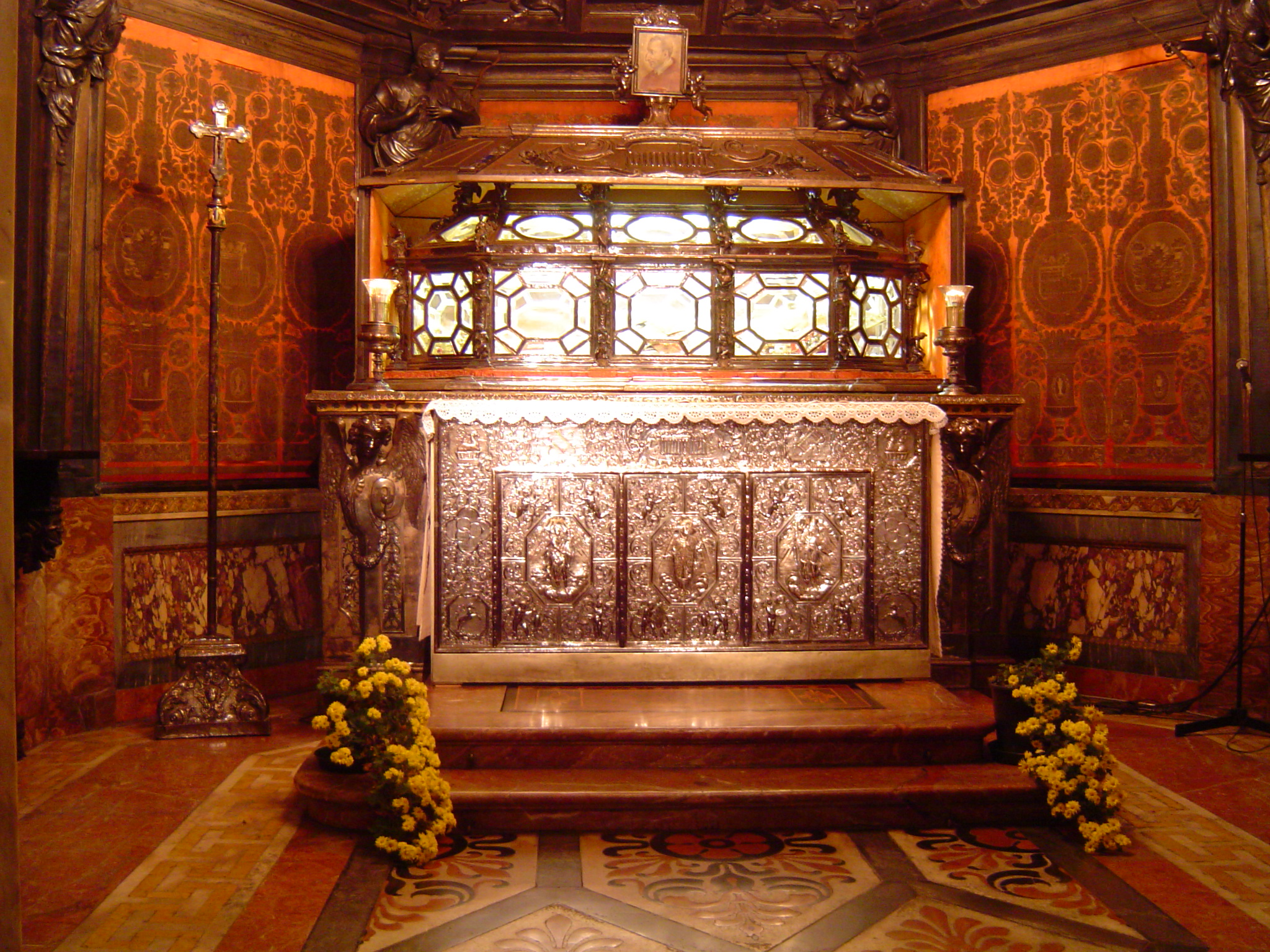
Cripta de Carlos Borromeo, en la catedral de Milán.

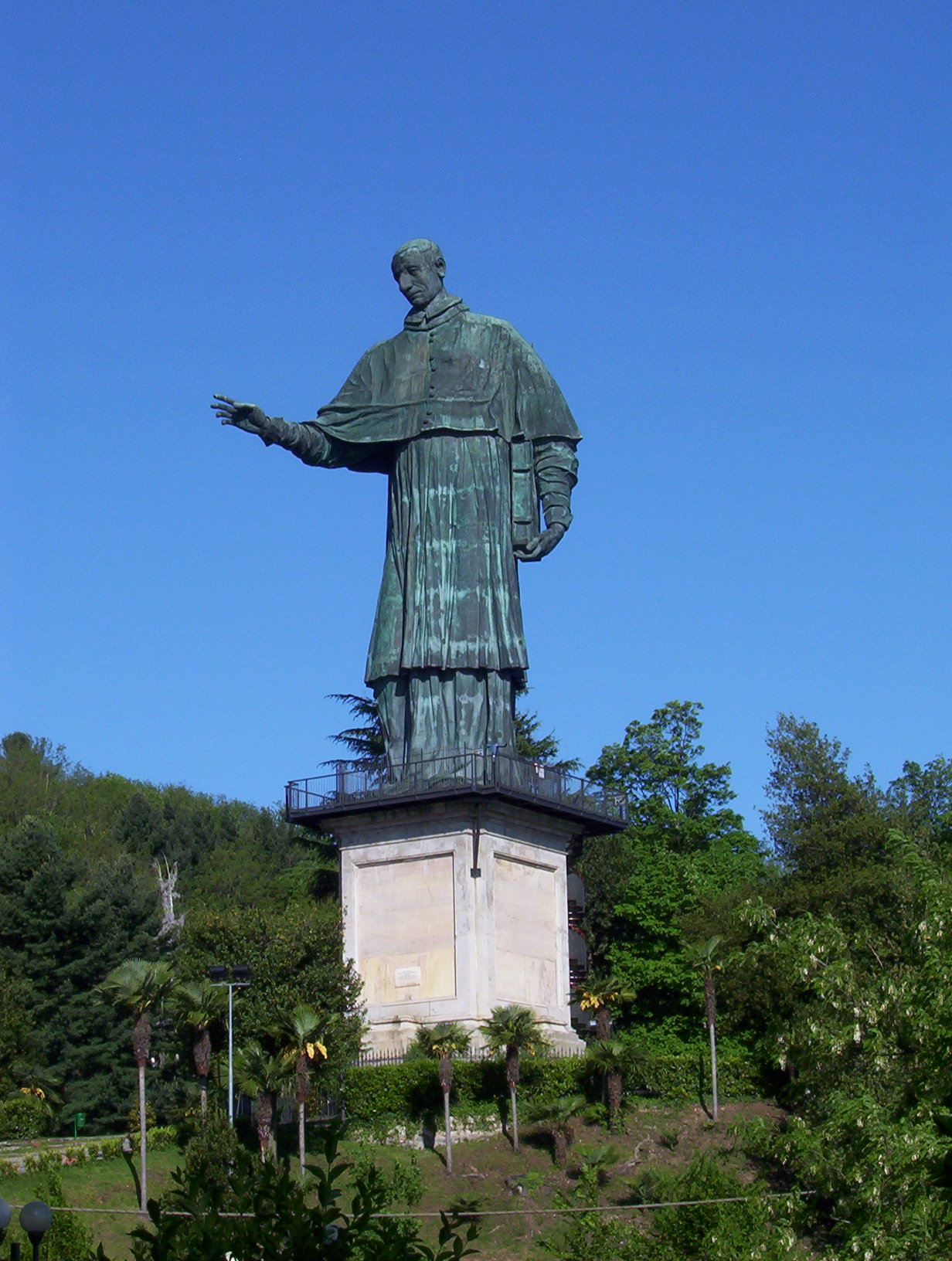
Coloso de San Carlo Borromeo

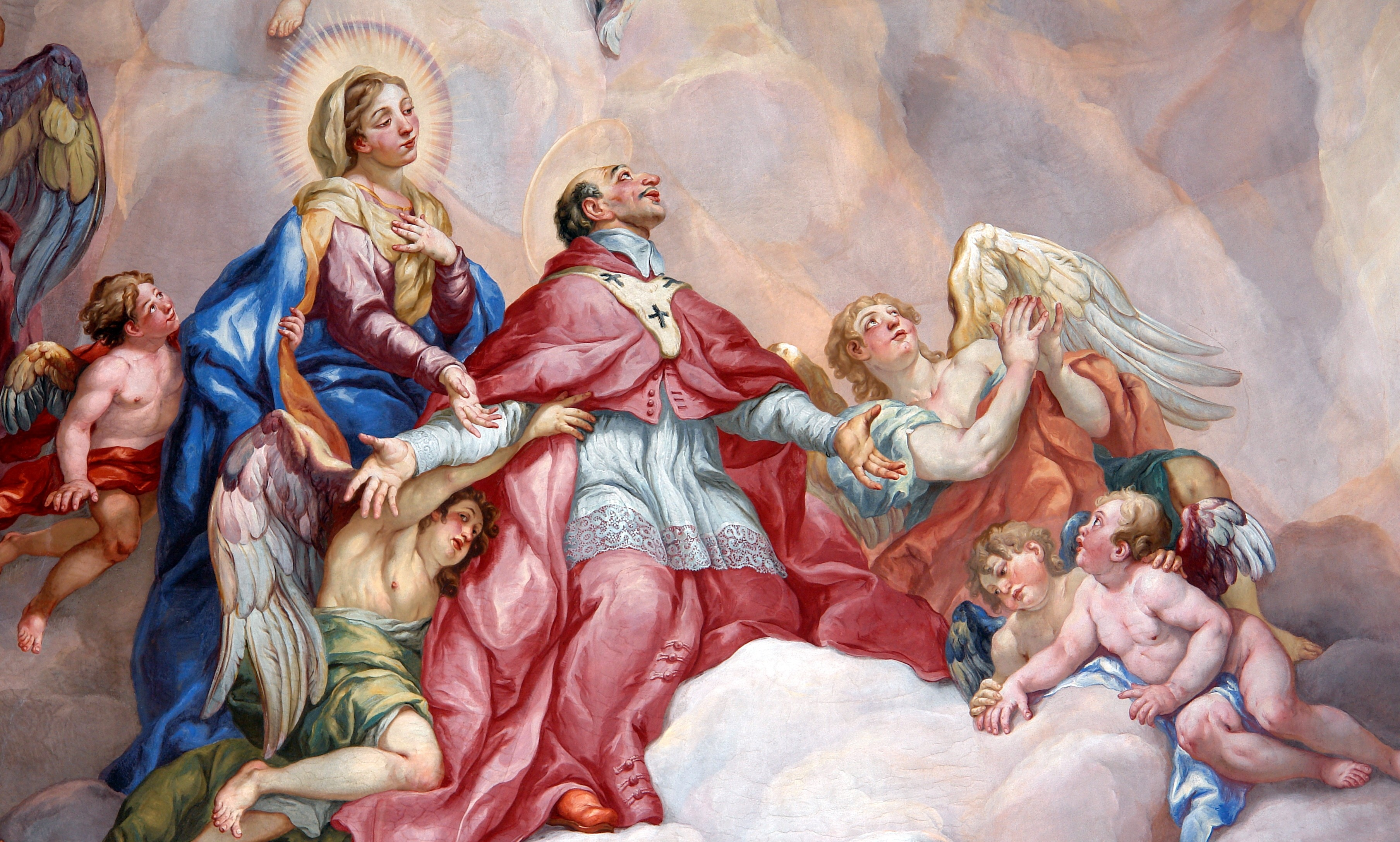
Intercesión de san Carlos Borromeo ayudado por la Virgen de Rottmayr, Karlskirche, Viena.

Después de su muerte, se le empezó a tener devoción como un santo. Dicha devoción comenzó a crecer de tal manera que los milaneses celebraban su aniversario, aun cuando no estaba canonizado. En un principio, la devoción era privada, pero después de 1601 el cardenal César Baronio escribió que su aniversario ya no debería seguir manteniéndose como una Misa de réquiem, sino que un Te Deum debía ser cantado. Debido a esto, se iniciaron las diligencias para su canonización. El proceso comenzó en Milán, Pavia, Boloña y en otros lugares. En 1604 se envió su causa a la Congregación de Ritos, la cual culminó con su canonizado, el 1 de noviembre de 1610, por el papa Paulo V, mediante la bula Unigenitus. La Iglesia católica celebra su fiesta el 4 de noviembre.
Su cuerpo se conserva incorrupto en la cripta de la catedral de Milán, encerrado en una soberbia caja de plata, regalo de Felipe IV de España. Una reliquia importante, su corazón, se venera en la Iglesia de San Carlos y San Ambrosio de Roma.
A instancias de su primo Federico de Borromeo, arzobispo de Milán y su sucesor, en 1624 comenzaron los trabajos para la construcción de un Sacro Monte que celebrase su memoria, así como de una gran estatua que fuese  visible desde el lago Mayor, el Coloso de San Carlo Borromeo. Se representa al santo en pie con un hábito sencillo, roquete y muceta, con un libro en su mano izquierda y con su brazo derecho en el acto de impartir una bendición. La obra se completó después de 74 años de trabajos en 1698 y el 19 de mayo del mismo año el cardenal Federico Caccia, entonces arzobispo de Milán, dio la solemne bendición al monumento.
En el tercer centenario de su canonización (26 de mayo de 1910) el papa Pío X escribió la encíclica Editae Saepe, en la que recordó la memoria del santo y alabó su obra apostólica y doctrinal en el ámbito de la Reforma Católica. En este documento, el pontífice coloca a san Carlos como modelo de la lucha contra el modernismo.
La iconografía del santo es muy rica. Entre ellas: Retrato de San Carlos Borromeo, pintado por Ambrosio Figini y conservado en la Biblioteca Ambrosiana de Milán; San Carlos Borromeo adorando a la Trinidad de Orazio Borgianni, que se conserva en la Iglesia de San Carlo alle Quattro Fontane en Roma; San Carlos Borromeo dando la comunión a las víctimas de la peste de Tanzio da Varallo en Domodossola (Italia).
La Imperial Orden de San Carlos fue creada por Maximiliano I de México el 10 de abril de 1866 para condecorar de manera exclusiva a las mujeres que hubiesen destacado en el servicio a la comunidad. La orden hacía honor a san Carlos Borromeo, el santo patrono de la emperatriz Carlota de México, quien la encabezaba. Se dividía en dos clases: Gran Cruz (para un máximo de 24 damas) y Cruz (sin límite alguno). La orden fue disuelta después de la caída del emperador, en 1867.[cita requerida]
Las dos congregaciones relacionadas con el arzobispo de Milán en su diócesis, como las Ursulinas, a quienes ayudó con su aprobación (1566), y los Oblatos de San Ambrosio, fundados por él (1578), luego de su canonización, añadieron a sus nombres el de San Carlos, a saber; Ursulinas de San Carlos y Oblatos de los Santos Ambrosio y Carlos.
Algunos institutos de vida consagrada y sociedades de Vida Apostólica de la Iglesia católica llevan su nombre: las Hermanas de la Caridad de San Carlos, fundadas en Nancy, Francia (1652); las Hermanas de la Caridad de San Carlos Borromeo de Maastricht, fundadas en Bélgica (1837); las Hermanas de la Caridad de San Carlos Borromeo de Viena, fundadas en Austria (1845); la Congregación de los Misioneros de San Carlos, fundada por Juan Bautista Scalabrini en Piacenza (1887); las Misioneras de San Carlos Borromeo, del mismo fundador en 1895; las Hermanas de la Caridad de San Carlo Borromeo de Trzbnica, Polonia (1923); las Hermanas enfermeras de San Carlos, fundadas por Giovanni Masciadri en Milán (1932), la Fraternidad Sacerdotal de Misioneros de San Carlos Borromeo, fundada por Massimo Camisasca en Roma (1999).
Es patrono de Humaitá (Paraguay), Municipio de San Carlos (México), de la diócesis de Ciudad Quesada (Costa Rica), de la Diócesis de San Carlos (Filipinas), de Lombardía (Italia), del Cantón del Tesino (Suiza), de Monterrey (California), de los municipios italianos de Saló, Portomaggiore, Rocca di Papa y Nizza Monferrato. Es Patrón desde 1769 de la Parroquia de la Inmaculada Concepción y San Carlos, de La Carolina (Jaén). Además de la Misión de San Carlos Borromeo de Carmelo.
Además el gobernador de Chile, Joaquín del Pino y Rosas fundó el 3 de julio de 1800 la ciudad de San Carlos, Chile en homenaje al santo patrono de la localidad chilena, de igual forma la iglesia central de dicha ciudad lleva el nombre de "parroquia San Carlos Borromeo"
También es considerado patrono de los catequistas, seminaristas y empleados de banca y de bolsa.

### Obras consultadas
- De Certau, Michel (1977). «Carlo Borromeo, Santo». Dizzionario Biografico degli italiani (en italiano) 20. Treccani.
- Peronnet, Michel (1990). Iniciación a la Historia. 5 El siglo XVI. Mompelier: Akal. ISBN 978-84-760-0478-4.
- Ffrench Keogh, Willian (1910). «San Carlos Borromeo». Enciclopedia Católica. Nueva York. Consultado el 2 de diciembre de 2015.
- Galviati, Giovanni (1933). «Carlo Borromeo, san». Enciclopedia Italiana (en italiano). Treccani.
- Mezzadri, Luigi (2001). Storia della Chiesa tra Medioevo ed epoca Moderna (en italiano) III. Roma: Centro Liturgico Vicenziano. ISBN 88-86655-94-0.
- Pío X (1910). Editae Saepe (en inglés, italiano y latín). Roma: Libreria Editrice Vaticana. Consultado el 8 de diciembre de 2015.